# Lorenz Nieberl
Lorenz Nieberl (* 7. Juni 1919 in München; † 12. April 1968) war ein deutscher Olympiasieger im Bobsport.
Bei der Bob-Weltmeisterschaft 1951 in L’Alpe d’Huez gewann Nieberl als Anschieber und Bremser zusammen mit dem Bob-Piloten Anderl Ostler Gold im Zweierbob und im Viererbob, der Viererbob wurde mit Xavier Leitl und Michael Pössinger komplettiert. Im Jahr darauf nahmen Deutsche Sportler erstmals nach dem Zweiten Weltkrieg wieder an Olympischen Spielen teil. Bei den Winterspielen in Oslo siegten Ostler und Nieberl im Zweierbob und zusammen mit Friedrich Kuhn und Franz Kemser im Viererbob.
1953 wechselte Nieberl zum Piloten Theodor Kitt und gewann mit diesem Bronze im Zweierbob bei der Heimweltmeisterschaft in Garmisch-Partenkirchen. Ein Jahr später fand die Bob-Weltmeisterschaft in Cortina d’Ampezzo statt. Theodor Kitt steuerte den Viererbob mit Josef Grün und Klaus Koppenberger zur Bronzemedaille.
Nieberl startete für den SC Riessersee. Die olympische Goldmedaille im Zweierbob war 1952 die erste deutsche Goldmedaille nach 16 Jahren. Nieberl war mit der Skirennläuferin Evi Lanig verheiratet, sein Schwager Hanspeter Lanig war ebenfalls Skirennläufer. Er war Träger des Silbernen Lorbeerblattes.